# Çallı Spor (szachy)
Çallı Spor, pełna nazwa Antalya Çallı Spor Kulübü – turecki klub szachowy z siedzibą w Antalyi.

## Historia
Klub został założony w 1986 roku. W 2001 roku zespół zajął trzecie miejsce w 1. Satranç Ligi. W 2009 roku klub zajął ostatnie miejsce w lidze. W 2012 roku klub wrócił do Süper Satranç Ligi, zajmując czwarte miejsce. Rok później klub zajął trzecie miejsce w tabeli. Skład drużyny stanowili wówczas m.in. Bojan Vučković, Barış Esen i Gülnar Məmmədova. W sezonie 2014 klub był dziesiąty. W 2015 roku zespół zajął dwunaste miejsce i spadł z najwyższej klasy rozgrywkowej.

## Arcymistrzowie w historii klubu
- Jewgienij Aleksiejew[9]
- Barış Esen[10]
- Nicat Məmmədov[11]
- Władysław Niewiedniczy[6]
- Vüqar Rəsulov[10]
- Konstantine Szanawa[11]
- Eltac Səfərli[10]
- Bojan Vučković[6]